# Künstlerkolonie Schwaan
Die Künstlerkolonie Schwaan bildete sich Ende des 19. Jahrhunderts um 1880/85 in der Kleinstadt Schwaan zwischen Rostock und Güstrow. Wie bei anderen Künstlerkolonien war auch in diesem Fall der Wunsch nach einer Flucht aus der großstädtischen Zivilisation in die idyllische Natur Auslöser für die Bildung der Kolonie.

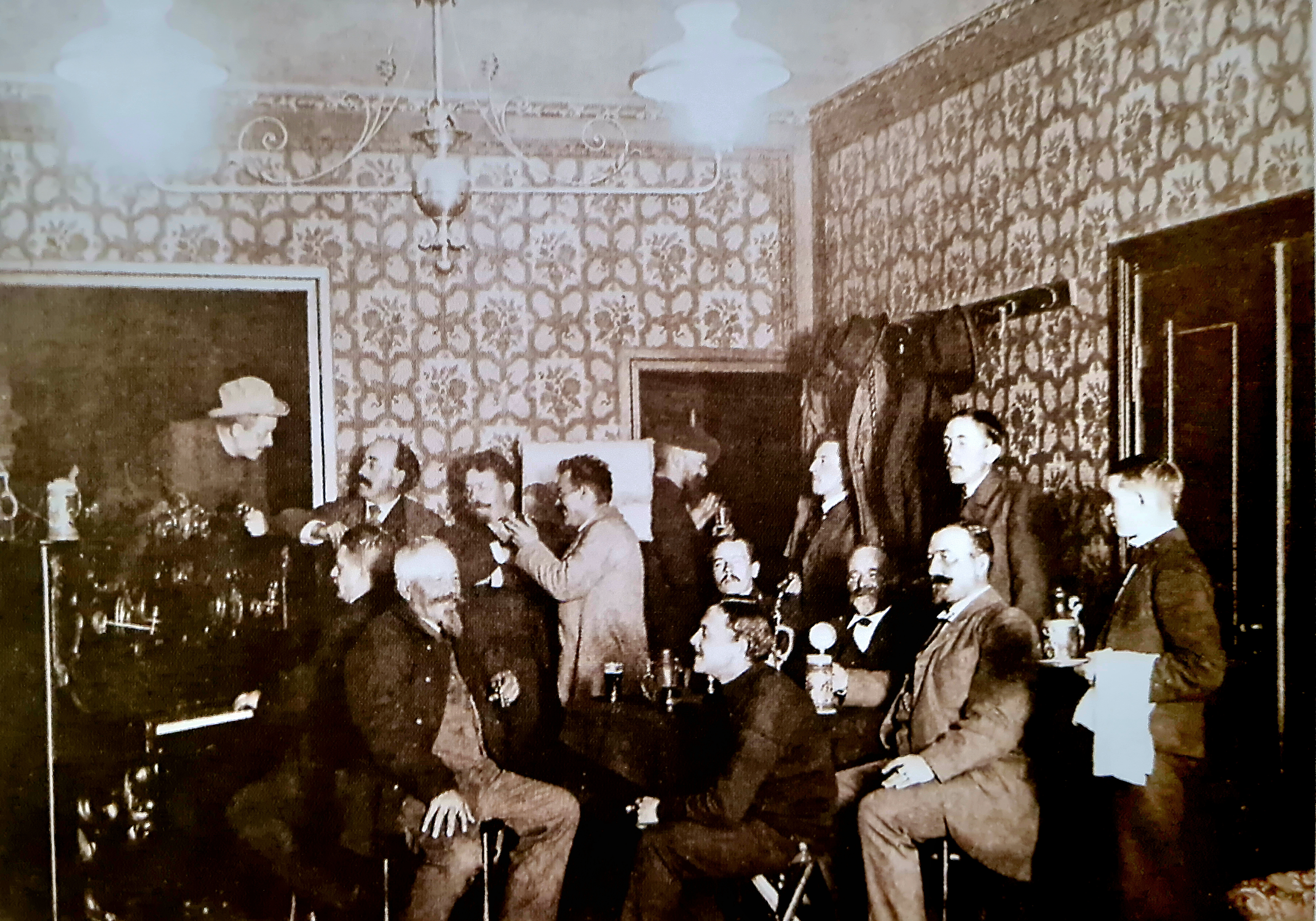
Die Künstler der Schwaaner Kolonie im Hotel Drewes im Jahr 1890 (Fotograf unbekannt)

Schon um 1860 hatten Künstler wie Otto Dörr (1831–1868), Eduard Ehrke (1837–1911) und Carl Malchin (1838–1923) die von den Flussläufen der Warnow und der Beke geprägten Landschaft um Schwaan als Motiv ihrer Bilder entdeckt. Durch die Anregung des in Schwaan geborenen Franz Bunke (1857–1939) entwickelte sich der Ort zur wirklichen Künstlerkolonie. Bunke hatte zunächst in Rostock bei Paul Tischbein und Theodor Rogge gelernt und war dann über Berlin an die Weimarer Malerschule gelangt, wo er Schüler von Theodor Hagen und 1886 selbst Professor wurde. Ab 1892 verbrachte Bunke die Zeit vom Frühjahr bis zum Herbst in Schwaan, um dort zu malen und brachte bei diesen Aufenthalten zahlreiche seiner Weimarer Schüler und Kollegen mit, darunter Paul Baum, Rudolf Bechstein, Paul Riess, Richard Starcke, Arno Metzeroth, Rudolf Holzschuh und Otto  Tarnogrocki. Alfred Heinsohn gehörte seit 1902 zur Schwaaner Künstlergruppe und ließ sich hier nieder. Auch einige Schwaaner wurden von Bunke unterrichtet, unter ihnen Peter Paul Draewing und Rudolf Bartels, die später ebenfalls in Weimar studierten, wie auch der Bruder des Letzteren, Otto Bartels. Alle Künstler waren also von Franz Bunke und von Theodor Hagen beeinflusst, der in Abkehr vom akademischen Stil das Arbeiten vor der Natur lehrte. Zu den „Malfrauen“ in der Kolonie ist wenig bekannt. Zu den weiblichen Gästen zählten etwa Helene Dolberg und Hedwig von Germar.

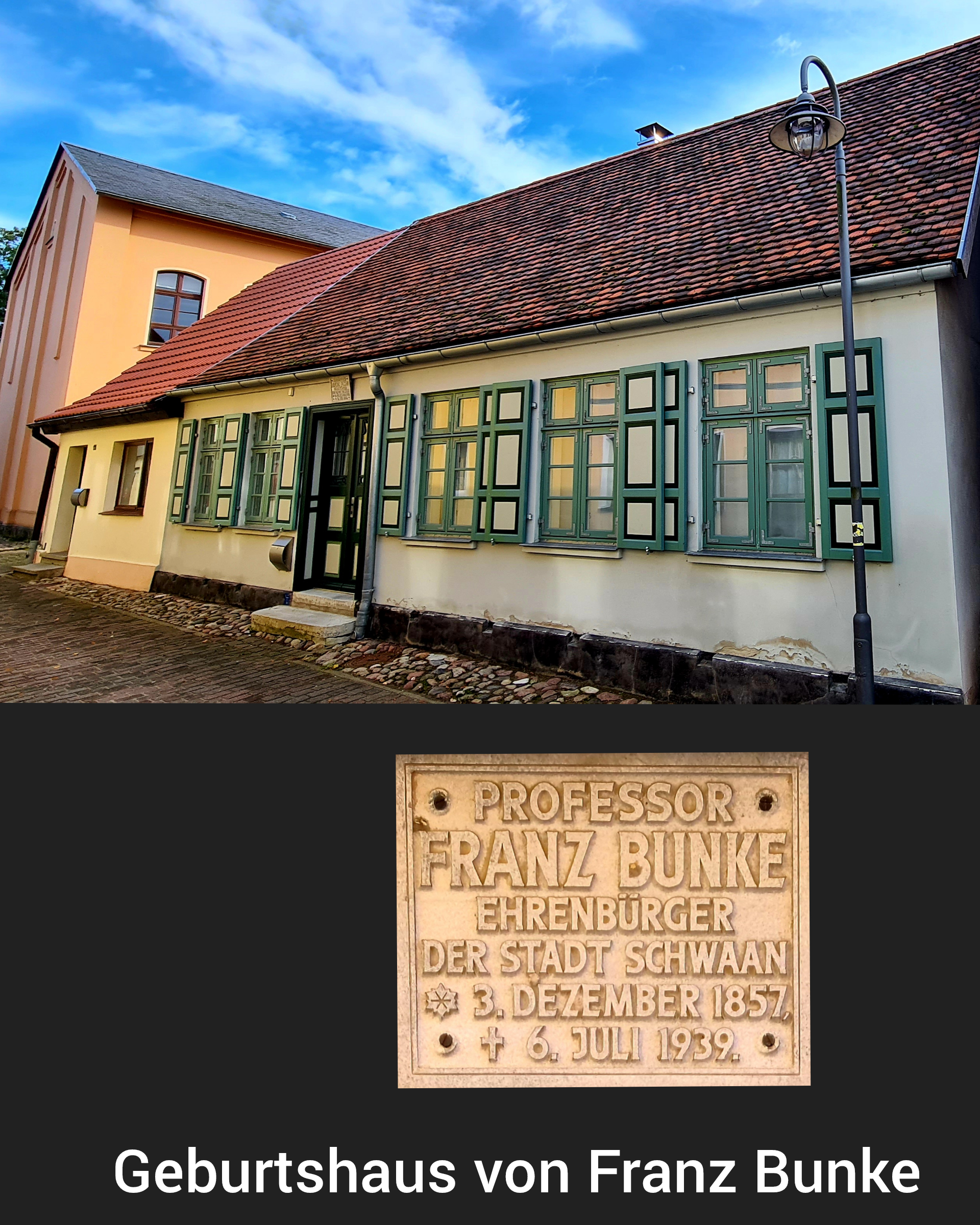
Das Geburtshaus des Malers Franz Bunke in der Wallstr. 13 in Schwaan

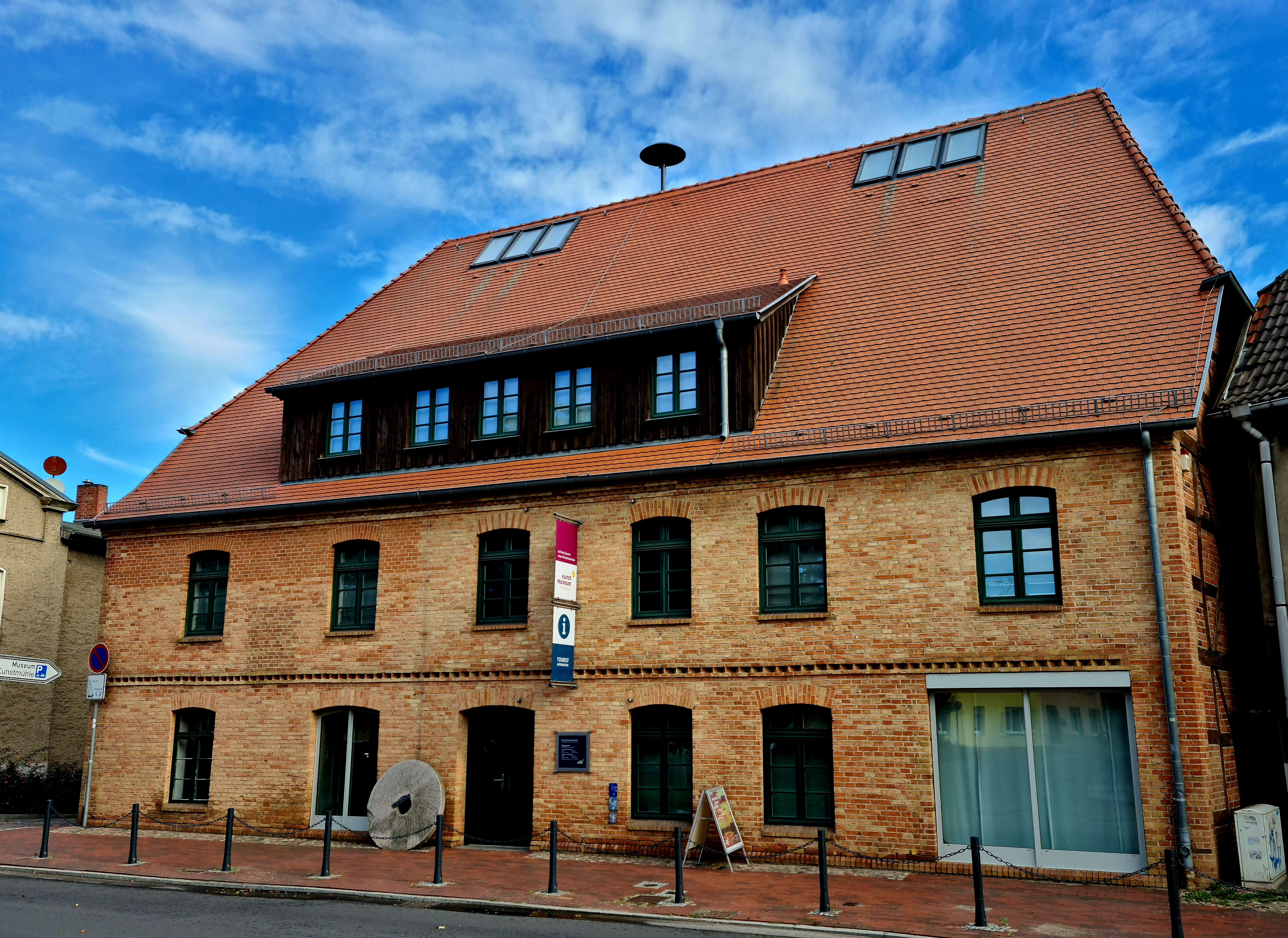
Das Kunstmuseum Schwaan in der ehemaligen Wassermühle des Ortes – aufgenommen im September 2022

Höhepunkte stellten die gemeinsamen Ausstellungen dar. Erstmals fand eine solche 1904 im Rostocker Museum statt. Gegenseitige Besuche fanden mit der Künstlerkolonie Ahrenshoop statt. Mit und nach dem Ersten Weltkrieg zerfiel die Schwaaner Künstlerkolonie allmählich und geriet in Vergessenheit.

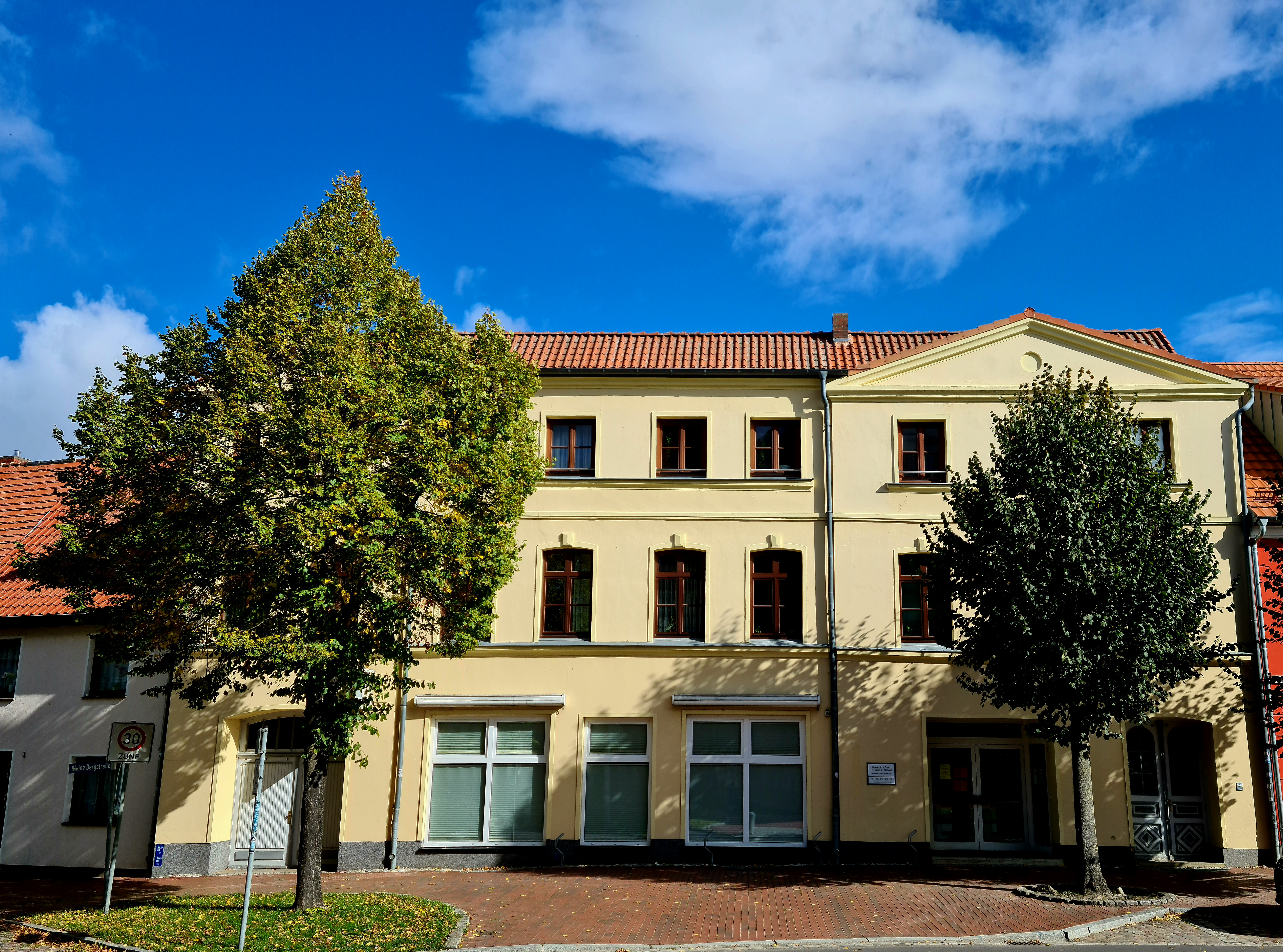
Das ehemalige Hotel Drewes heute – Treffpunkt der Schwaaner Künstler

Eine bedeutende Sammlung der Werke der Künstlerkolonie ist seit 2002 im Gebäude der alten Wassermühle in Schwaan untergebracht, die um 1790 im Auftrag des Herzogs von Mecklenburg errichtet wurde. Schwerpunkt der ständigen Ausstellung sind die Werke von Franz Bunke, Rudolf Bartels, Peter Paul Draewing sowie Alfred Heinsohn.
Unter dem Titel „Spurensuche“ hat das Kunstmuseum Schwaan drei Rad- und Wanderwege rund um Schwaan angelegt, die sich mit dem Thema Landschaftsmalerei befassen. Die Wege führen an die Originalschauplätze der Künstler.